# Thecla purpura
Thecla purpura är en fjärilsart som beskrevs av Druce 1907. Thecla purpura ingår i släktet Thecla och familjen juvelvingar. Inga underarter finns listade i Catalogue of Life.